# Estación Adolfo Rodríguez Saá
Adolfo Rodríguez Saá es una estación ferroviaria ubicada en la localidad de Santa Rosa de Conlara, Departamento Junín, Provincia de San Luis, República Argentina.

## Servicios
No presta servicios de pasajeros desde 1993. Sus vías pertenecen a la empresa estatal de cargas Trenes Argentinos Cargas, aunque lo mantiene como un ramal inactivo.
 en la actualidad se utiliza como entrenamiento de fútbol infantil por la creación de una cancha de fútbol al lado de las vías del tren 

## Historia
En el año 1904 fue inaugurada la estación con el nombre de Pisco Yacú, por parte del Ferrocarril Buenos Aires al Pacífico, en el tramo desde La Toma hasta esta estación. El tramo hasta Villa Dolores fue abierto en 1905.

## Toponimia
Su nombre hace referencia al gobernador Adolfo Rodríguez Saá "El Pampa" (1909-1913).